# Carme Karr

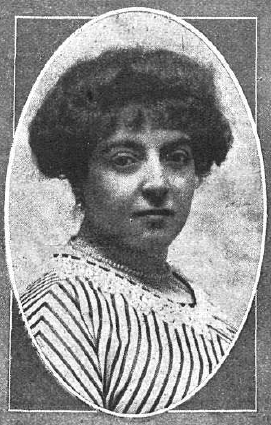
Carmen Karr, 1913

Carme Karr oder Carmen Karr de Lasarte, geboren als Carmen Karr i Alfonsetti, (* 16. März 1865 in Barcelona; † 29. Dezember 1943 ebenda) war eine spanische Feministin, Journalistin, Autorin, Musikologin und Komponistin aus Katalonien.
Karr war, zusammen mit Dolors Monserdà, mit der sie auch zusammenarbeitete, eine der engagiertesten katalanischen Feministinnen des frühen 20. Jahrhunderts. Sie setzte sich vor allem dafür ein, Frauen das nötige Handwerkszeug für einen Beruf und gleiche Rechte erhielten. Dies thematisierte sie vor allem in der von ihr gegründeten Zeitschrift Feminal, die sie von 1907 bis 1917 herausgab.  Sie unterzeichnete dabei ihre Artikel häufig mit dem Pseudonym Joana Romeu. In der Auseinandersetzung mit dem späteren Frankisten Eugeni d’Ors, der Xènius als Pseudonym benutzte, nannte sie sich Xènia.

## Leben
Karrs wurde in eine alte bürgerliche Familie in Barcelona hinein geboren. Ihr Vater war ein französischer Ingenieur und Diplomat in Katalonien, und ihre Mutter, die Italienerin war, starb, als Karr noch ein Kleinkind war. Ihr Onkel war der französische Schriftsteller Alphonse Karr. Karr besuchte die Schulen des Dominikanerordens in Barcelona und Figueres. Mit der Familie zwischen Barcelona und Perpignan pendelnd, wuchs sie in einem kosmopolitischen und intellektuellen Umfeld auf, das sie schon sehr früh in die künstlerischen und intellektuellen Kreise des Noucentisme in Barcelona führte.
Karr gründete 1907 die feministische Zeitschrift Feminal, die sich für die Gleichberechtigung der Frauen einsetzte. Karrs Feminismus argumentierte Zeit ihres Lebens aus einer konservativen und reformistischen, aber zutiefst kämpferischen Perspektive. Ihr konservativerer Ansatz wurde gelegentlich von ihren libertären und antiklerikalen Zeitgenossen, die wesentlich liberalere Ansichten vertraten, angegriffen. Als erste Berufsjournalistin in Katalonien setzte sie sich auch in diversen anderen Zeitschriften für gleiche Bildung, das Recht auf einen Beruf und das Frauenwahlrecht ein. Sie arbeitete zunächst bei der Zeitschrift L’Avenç und später bei Joventut. Unter dem Pseudonym Xènia begann sie einen literarischen Streit mit Eugeni d’Ors, der das Pseudonym Xènius in La Veu de Catalunya verwendete. Sie schrieb unter ihrem eigenen Namen Artikel auf Spanisch und Katalanisch in Diario de Barcelona, Or y Grana (schon 1906–1907, wo sie für die katalanische Solidarität warb), Ofrena (1916–17), La Mainada (1922–23), La Actualidad, Día Gráfico und Las Provincias von Valencia.
Sie war eine begabte Rednerin und erlangte weitere Bekanntheit, als sie 1910 im Ateneu Barcelonès eine Reihe von öffentlichen Vorträgen hielt. Während sie sich im ersten Vortrag mit dem sozialen und moralischen Status der Frauen in Katalonien beschäftigte, behandelte und analysierte sie im zweiten die Typen junger verheirateter Frauen in Barcelona, um schließlich im dritten den revolutionärsten Vorschlag zu machen: die Vorstellung einer Bildungsreform für Frauen, die als Institut für Frauenkultur bezeichnet wurde. In einer Zeit, in der Frauen allgemein noch auf die Optionen Heirat oder Kloster beschränkt waren, versuchte Karr eine Erweiterung dieser Möglichkeiten insbesondere für die alleinstehende Frau: Ausgehend von dem traditionellen Frauenbild, nachdem sie sich den anderen Menschen widmen und ihre Liebe den Nächsten schenken sollen, ermutigt sie Frauen, sich weiterzubilden und sich kulturell und auch beruflich zu entwickeln. Die auf den spanischen Feminismus spezialisierte Historikerin Mary Nash fasst das so zusammen: „Die unverheiratete Frau wird immer noch als eine etwas unvollständige Person betrachtet, die nicht in die üblichen Muster passt, und deren Selbstverwirklichung nicht durch die Entwicklung von Arbeit, Aktivitäten oder zwischenmenschlichen Beziehungen erfolgt, sondern durch soziales Handeln, karitative Tätigkeit, kurz gesagt, Hingabe an andere als Ersatz für die Hingabe an Kinder und Familie.“
Im Jahr 1890 heiratete sie den Juristen, Dichter, Schriftsteller, Dramatiker und Journalisten Josep Maria de Lasarte y de Janer (1857–1921). Das Paar hatte vier Kinder: Montserrat, Joan Alfons, Paulina und Carme. Später teilte sie ihre pädagogischen Interessen mit ihrem Schwiegersohn, dem katalanischen Pädagogen Manuel Ainaud, dem Ehemann ihrer jüngsten Töchter.
1913 gründete Karr die Frauenschule und -wohnheim La Llar, in dem eine Vielzahl von Klassen für eine ausschließlich weibliche Schülerschaft unterrichtet wurden. Ihre Gedanken spiegelten sich auch in einer erneuten Vortragsreihe am Ateneu zusammen mit Dolors Monserdà, Rosa Sensat und María Baldó (1916) wider, in der Gründung des Comité Femenino Pacifista de Catalunya (1915) und der feministischen Vereinigung Acción Femenina (1921), die sich für das Frauenwahlrecht einsetzte.
Parallel und in vielen Fällen mit der gleichen frauenrechtlerischen Intention entwickelte sie eine umfangreiche literarische Karriere in so unterschiedlichen Genres wie Erzählung, Theater und Essays. Auf der Weltausstellung 1929 in Barcelona leitete sie den „Frauenpavillon“.

## Nachleben
Karr wurde auf dem Cementiri de Montjuïc bestattet.
Die Generalitat de Catalunya vergibt den Carme-Karr-Gedächtnispreis für Chancengleichheit von Frauen und Männern in den katalanischen Werbe- und Nachrichtenmedien. Außerdem hat sie das Carme-Karr-Erwachsenenbildungszentrum im Strafvollzugszentrum Lledoners nach ihr benannt.
In Barcelona, im Stadtbezirk Sarrià-Sant Gervasi, in Montgat, Sant Vicenç de Castellet und in Sant Quirze del Vallès sind Straßen nach ihr benannt.

## Werke
Die von Araceli Bruch und Susanna Tavera 2020 herausgegebene Edition Carme Karr contra la incultura femenina enthält neben einer historischen Einordnung von Carme Karr die Transkription der drei Vorträge von 1910, eine kurze Biografie, eine Zeittafel und eine Bibliographie.
Das Theaterstück Els Ídols: quadre en un acte ist als PDF-Datei auf Commons verfügbar.
Sieben Liedkompositionen von Karr sind auf der CD Compositores catalanes. Generació modernista durch Maria Teresa Garrigosa (Sopran) und Heidrun Bergander (Piano) interpretiert.